# Slipped into Tomorrow
Slipped into Tomorrow è il quinto album solista di John Norum, attuale chitarrista degli Europe, pubblicato nel 2000 per la EMI.

## Tracce
1. Still in the Game
2. Waiting On You
3. Blackscape
4. Tico's Life
5. Nobody Answers
6. Loosing My Mind
7. Freedom Is My Truth
8. Veda
9. Songs of Yesterday
10. Killer Without A Cause
11. Center of Balance (live)

## Formazione
- John Norum - voce, chitarra
- Stefan Rodin - basso
- Mats Olausson - tastiere
- Thomas Broman - batteria

### Altri musicisti
- Leif Sundin - voce principale in "Center of Balance"
- Mats Levén - cori